# N878 (België)
De N878 is een gewestweg in de Belgische provincie Luxemburg. Deze weg vormt de verbinding tussen Bovigny (N68) en Cherain (N827).
De totale lengte van de N878 bedraagt ongeveer 7 kilometer.

## Plaatsen langs de N878
- Bovigny
- Courtil
- Baclain
- Sterpigny
- Cherain

## N878a
De N878a verbindt de N878 met het voormalige station van Bovigny. De totale lengte van de N878a bedraagt ongeveer 170 meter.